# 杨公庶
杨公庶（1897年—1978年7月9日），湖南省湘潭县人，中华人民共和国化学家。杨度之子。
青年时期留学德国，毕业于柏林大学化学系博士学位。1922年，回国后在北京大学教书。1929年，和乐达仁创办达仁化学股份有限公司。1929年，达仁化学公司与渤海化学公司合并，乐达仁担任董事长、聂汤谷担任总经理，杨公庶担任副总经理，厂址设于汉沽。1978年7月9日，因病在北京逝世，终年81岁。